# José González Alonso

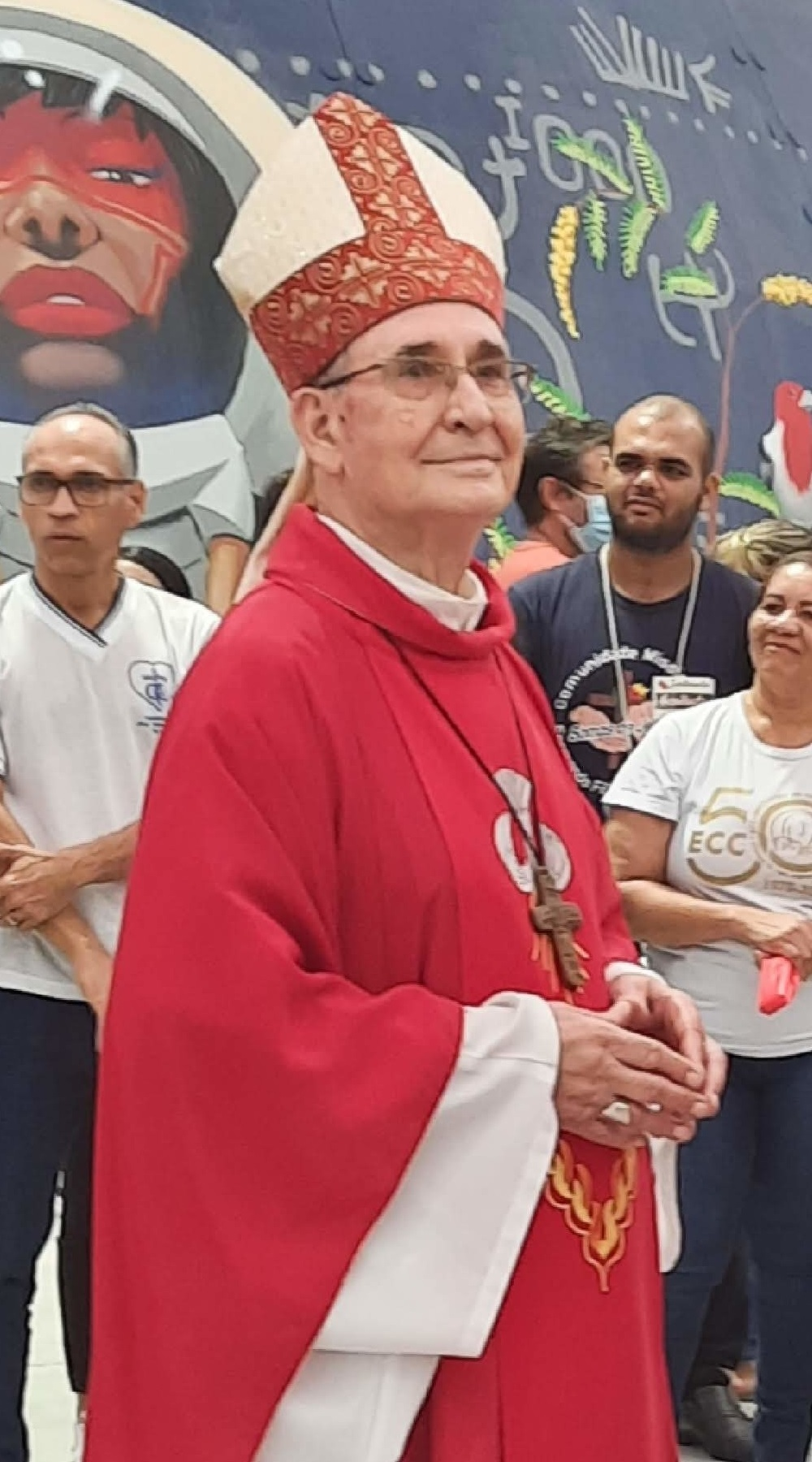
José González Alonso (2022)

José González Alonso (* 12. Juli 1940 in Sobradillo, Provinz Salamanca) ist ein römisch-katholischer Geistlicher und emeritierter Bischof von Cajazeiras.

## Leben
José González Alonso empfing am 29. Juni 1964 die Priesterweihe.
Papst Johannes Paul II. ernannte ihn am 7. Dezember 1994 zum Weihbischof in Teresina und Titularbischof von Baliana. Der Erzbischof von Teresina, Miguel Fenelon Câmara Filho, spendete ihm am 18. März des nächsten Jahres die Bischofsweihe; Mitkonsekratoren waren José Kardinal Freire Falcão, Erzbischof von Brasília, und Julián López Martín, Bischof von Ciudad Rodrigo.
Am 20. Juni 2001 wurde er zum Bischof von Cajazeiras ernannt. Papst Franziskus nahm am 16. September 2015 seinen altersbedingten Rücktritt an.